# John Mason (Gouverneur)
John Mason (* vor dem 11. Dezember 1586 in King’s Lynn; † 1635) war Seefahrer und englischer Kolonisator in Nordamerika. Er war der zweite Gouverneur der Kolonie Cuper’s Cove auf Neufundland, Gründer der Kolonie New Hampshire und einer der führenden Organisatoren der englischen Armee im Englisch-Spanischen Krieg.

## Leben

### Ausbildung und frühe Jahre
John Mason wurde zuerst urkundlich bei seiner Taufe am 11. Dezember 1586 in King’s Lynn als Sohn des John Mason und seiner Frau Isabella (geb. Steed) erwähnt. Seine Studienzeit verbrachte er am Peterhouse College der Universität Cambridge sowie am Magdalen College der Universität Oxford. Nach Abschluss des Studiums im Jahre 1602 ist er wahrscheinlich in der englischen Marine zur See gefahren, er trat als Händler in London in Erscheinung und zeigte bald Interesse an der englischen Ausdehnung nach Nordamerika. Im Jahr 1606 heiratete er Anne Green, die Tochter eines Londoner Goldschmiedes. 1610 erhielt er von James I das Kommando über eine Flotte von vier Schiffen, die durch Bischof Andrew Knox zur Bekämpfung von Unruhen auf den Äußeren Hebriden eingesetzt wurde. Zu dieser Zeit wird er im Alter von 24 Jahren bereits als "Kapitän" bezeichnet, muss also schnell aufgestiegen sein und ein besonderes Talent für die Seefahrt besessen haben. Ebenso muss er private Finanzierungsmöglichkeiten gehabt haben, denn er steuerte zu dieser Expedition mehr als £ 2000 an Geldmitteln bei. Die ihm zugesagte Bezahlung durch den Earl of Dunbar blieb offenbar aus, über seine Jahre unmittelbar nach der Expedition ist nichts bekannt. Erst für 1615 ist in Schottland eine Anklage wegen Piraterie nachgewiesen. Es kam am 12. August 1615 zu einer Verurteilung, als deren Folge er sein Schiff und eine größere Geldsumme dem schottischen Schatzamt übergab.

### Gouverneur in Neufundland
Im Jahr 1615 bekam Mason Kontakt zu Sir William Alexander durch den sich ein neues Betätigungsfeld für ihn eröffnete. Möglicherweise auch als verspätete Belohnung für seinen Einsatz in Schottland wurde er im gleichen Jahr als Nachfolger von John Guy zum Gouverneur der Kolonie Cuper’s Cove auf Neufundland ernannt. Ab Sommer 1616 lebte er dort, erforschte und kartierte einen Großteil der Insel. Ein offenbar beherrschendes Thema seiner administrativen Arbeit war ein viele Jahre dauernder Konflikt zwischen den landwirtschaftlich orientierten Siedlern der Kolonie und den Fischern, die die Fanggründe vor der Insel nutzten. Diese stammten aus Südwest-England und hielten sich nur während der Fangsaison in Neufundland auf, errichteten jedoch kleine Stützpunkte und Materiallager entlang der Küste. Fischer und Siedler hatten unterschiedliche Nutzungsschwerpunkte der Ressourcen von Neufundland, wodurch es immer wieder zu Interessenkollisionen kam. John Mason verließ Neufundland 1619, um sich in England für die Stärkung der Rechte der Siedler einzusetzen.
In England angekommen publizierte er 1620 in Edinburgh eine kurze Schrift über seine Entdeckungen, in der er Landschaft sowie Tier- und Pflanzenwelt Neufundlands realistisch darstellte. Er hoffte, damit Schotten zur Besiedlung der Insel zu gewinnen. Im gleichen Jahr erhielt er vom Kronrat den Auftrag und ein Schiff zur Bekämpfung von Piraterie in Neufundland. Nach 1621 tritt er nicht mehr als Gouverneur in Erscheinung, sein Posten wurde scheinbar nicht mehr besetzt, auch wenn die Siedlung Cuper’s Cove während der ersten Hälfte des 17. Jahrhunderts weiter besiedelt war.

### Der Landbesitz in Neuengland
1621 kehrte er nach England zurück, wo er Gespräche mit Sir William Alexander über mögliche Pläne zur Kolonisierung von Nova Scotia aufnahm und Kontakt zu Sir Ferdinando Gorges bekam, der zu diesem Zeitpunkt für die Vergabe von Fischereirechten vor Neufundland zuständig war. Mason und Gorges erhielten 1622 eine gemeinsame Besitzurkunde des Plymouth-Rates für Neuengland auf alles Land zwischen den Flüssen Merrimack und Kennebec, Mason alleine erhielt schon im März 1621 eine Urkunde für das Land zwischen dem Fluss Naumkeag in der Nähe von Salem und dem Fluss Merrimack. Wahrscheinlich 1623 gründete der von Mason beauftragte David Thomson an der Mündung des Piscataqua eine Siedlung, aus der sich in späteren Jahren die erste dauerhafte Bebauung in New Hampshire entwickelte.
Mason und Gorges teilten ihren gemeinsamen Besitz 1629  entlang des Flusses Piscataqua so auf, dass Mason den südlichen Teil erhielt. Der John Mason zugesprochene Teil wurde zukünftig als Province of New Hampshire geführt. Er umfasste fast den ganzen südöstlichen Teil des heutigen US-Bundesstaates New Hampshire und die heute nördlich des Merrimack liegenden Teile von Massachusetts.

### Offizier in Portsmouth

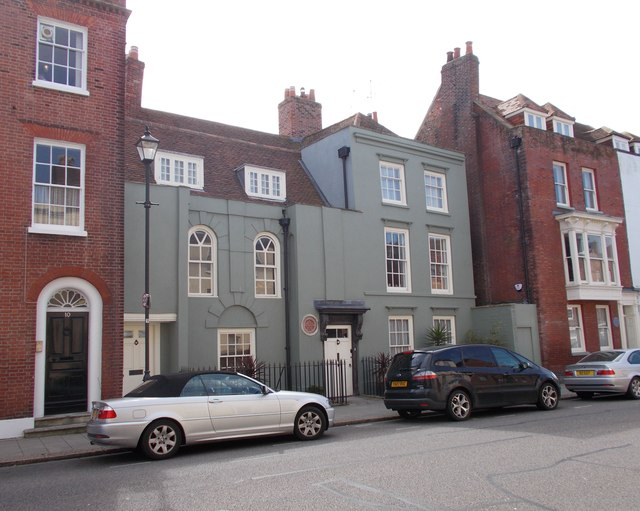
John Masons Wohnhaus High Street 11 in Portsmouth im Jahr 2015

Seit 1624 wohnte Mason mit seiner Frau und den Kindern, von denen namentlich eine Tochter Anne bekannt ist, in Portsmouth in Südengland. An den Kriegen Englands in den 1620er-Jahren war Mason von 1625 bis 1629 als Schatz- und Zahlmeister in der englischen Armee beteiligt. Dabei erwarb er sich den Ruf eines ehrlichen, effizienten und überlegt handelnden Offiziers. Es ist nicht ganz klar, wie er in diese herausgehobene Position kommen konnte, wahrscheinlich wurde er durch einen Cousin, der Sekretär des Herzogs von Buckingham war, an diesen empfohlen.  Unter anderem war er 1625 und 1626 Leiter der Versorgung der Expeditionen des Herzogs von Buckingham zum Angriff auf Cádiz und zur Belagerung von La Rochelle. Auch wenn beide Unternehmungen militärische Fehlschläge waren, trugen sie doch zur Verbesserung von Masons Ansehen bei, denn seine strukturierte Verwaltung, die jeden Anschein von eigennütziger Bereicherung vermied, war zur damaligen Zeit nicht selbstverständlich. Die mit der Finanzierung und Organisation der militärischen Operationen verbundenen Anstrengungen führten 1627 zum krankheitsbedingten Rückzug Masons aus seinen Ämtern. Den Teil der Aufgaben, der sich nicht mit den Angelegenheiten der Flotte befasste, konnte er ab Anfang 1628 wieder übernehmen.
Im August 1628 war der Herzog von Buckingham Gast in Masons Haus. Während dieser Zeit ereigneten sich Zusammenstöße zwischen dem Herzog und aufgebrachten Teilen der örtlichen Bevölkerung, die dessen Politik ablehnend gegenüberstanden. Am 23. August 1628 fiel der Herzog in Masons Haus einem tödlichen Anschlag des Offiziers John Felton zum Opfer.
Nach dem Ende des Krieges blieb Mason der Finanzierung der Armee verbunden, er arbeitete am Ausbau Portsmouths zum wichtigsten Kriegshafen Englands mit und machte sich besonders um die Instandsetzung von Southsea Castle verdient, dessen Kommandant er 1634 wurde.
Masons Interessen waren aber breiter gestreut, er kaufte weitere Häuser, entwickelte ein Konzept, um die Fischerei entlang der englischen Südküste gegenüber den konkurrierenden Holländern auszubauen und wurde Schatzmeister der vom König 1633 auf der Grundlage dieses Konzeptes gegründeten Gesellschaft zur Förderung der Fischerei in England, Schottland und Wales.

### Erweiterung der Kolonie in New Hampshire
Nach 1629 entwickelte Mason zusammen mit Gorges wieder Aktivitäten in Neuengland. Er entsandte Siedler und Material in die Gebiete, die ihm zugesprochen waren und investierte dort erhebliche Geldsummen zum Aufbau der örtlichen Infrastruktur. Er blieb selber in Portsmouth und ließ seine Interessen in Amerika durch Walter Neale vertreten. Mason wurde im Juni 1632 Mitglied des Plymouth-Rates für Neuengland und im folgenden November bereits dessen Vizepräsident. Einige Ratssitzungen wurden in Masons Häusern abgehalten. In den folgenden Jahren verlor der Rat zunehmend die Fähigkeit, von England aus die Entwicklungen auf der anderen Seite des Atlantiks zu beeinflussen. Als der Rat 1635 aufgelöst wurde und das verwaltete Gebiet unter seinen Mitgliedern aufteilte, erhielt Mason eine Bestätigung seiner bisherigen Besitzrechte und zusätzlich weiteres Land am Fluss Kennebac und Teile der Isles of Shoals. Er erhielt den Titel Vizeadmiral von Neuengland, starb aber im selben Jahr nach kurzer Krankheit während der Vorbereitungen einer Reise in die neue Kolonie. John Mason wurde in der Westminster Abbey begraben.

## Werke
Mason fertigte die erste bekannte englische Karte der Insel Neufundland. Auf der 1625 von William Vaughan in seinem Werk Cambrensium Caroleia veröffentlichten Karte finden sich etablierte Ortsnamen neben Neuschöpfungen wie Bristol's Hope und Butter Pots. Die Beschreibung seiner Forschungen veröffentlichte er selber bereits 1620 in Schottland unter dem Titel A Briefe Discourse of the New-Found-Land with the situation, temperature, and commodities thereof, inciting our nation to go forward in the hopefull plantation begunne.